# Basketbal op de Olympische Zomerspelen 1936

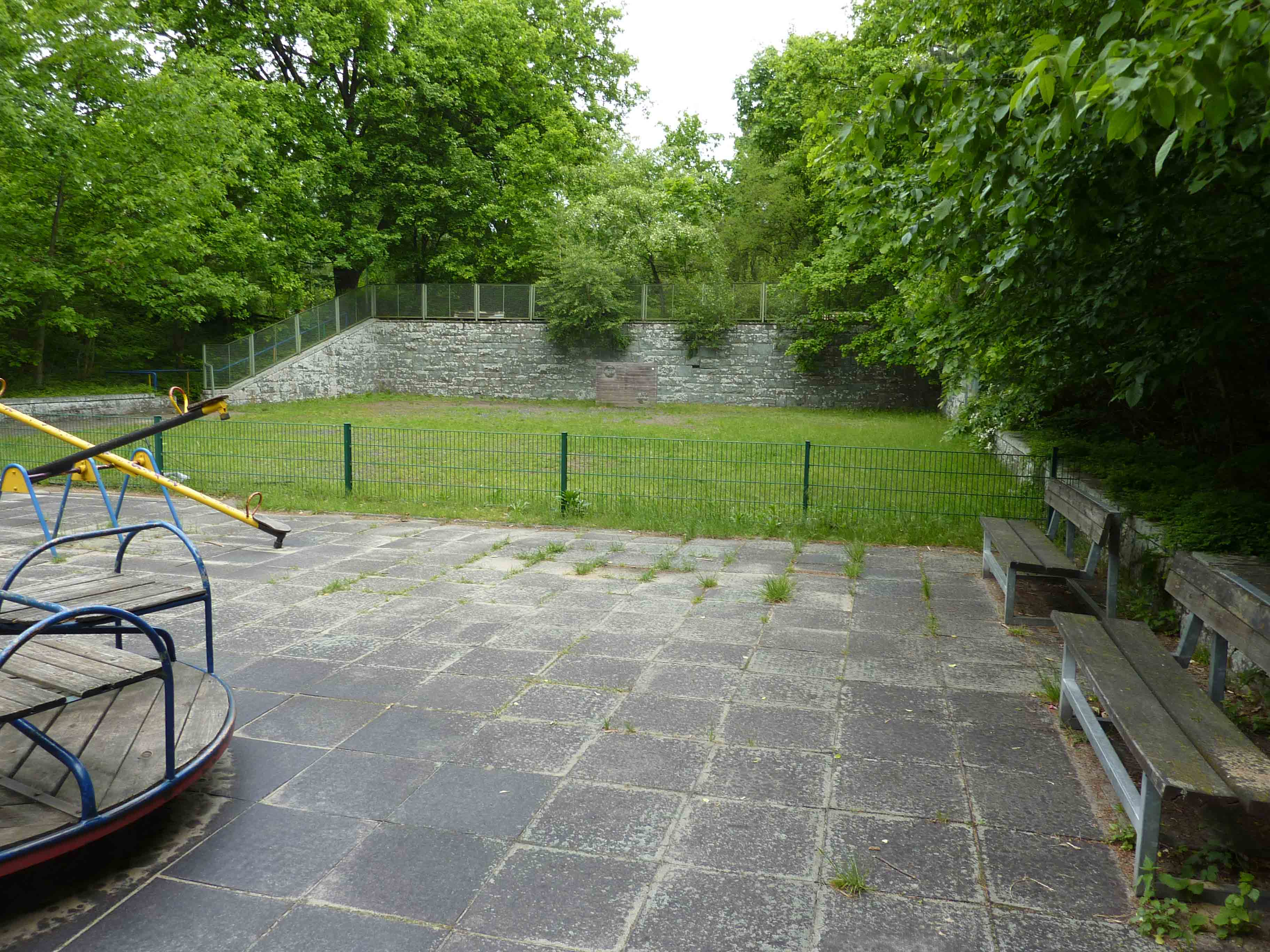
Basketball Stadion Arena Berlijn 1936

Basketbal is een van de sporten die beoefend werden tijdens de Olympische Zomerspelen 1936 in Berlijn.
Het eerste officiële olympische toernooi basketbal vond plaats in de buitenlucht op de tennisbanen van het Olympisch park.
De wedstrijden duurden twee maal 20 minuten. Het toernooi was opgezet als een knock-outtoernooi, waarbij er na de eerste en tweede ronde herkansingswedstrijden waren voor de verliezers, die zich bij winst alsnog voor de volgende ronde kwalificeerden.
Voor het toernooi hadden zich 23 teams aangemeld, waarvan er 21 deelnamen. De wedstrijden waaraan Spanje, dat niet deelnam aan de Olympische Spelen vanwege de burgeroorlog, en Hongarije zouden deelnemen werden wel in het officiële rapport opgenomen.

## Mannen

### Eerste ronde
| Datum      | Tijd  | Land              | Score   | Land            |
| ---------- | ----- | ----------------- | ------- | --------------- |
| 7 augustus | 16:00 | Estland           | 34 - 29 | Frankrijk       |
| 7 augustus | 16:00 | Chili             | 30 - 16 | Turkije         |
| 7 augustus | 16:00 | Zwitserland       | 25 - 18 | Duitsland       |
| 7 augustus | —     | Verenigde Staten  | forfeit | Spanje          |
| 7 augustus | 17:00 | Italië            | 44 - 28 | Polen           |
| 7 augustus | 17:00 | Peru              | 35 - 22 | Egypte          |
| 7 augustus | —     | Tsjecho-Slowakije | forfeit | Hongarije       |
| 7 augustus | 18:00 | Letland           | 20 - 17 | Uruguay         |
| 7 augustus | 18:00 | Brazilië          | 24 - 17 | Canada          |
| 7 augustus | 18:00 | Japan             | 35 - 19 | Republiek China |
| 7 augustus | 18:00 | Mexico            | 32 - 9  | België          |
| 7 augustus | —     | Filipijnen        | bye     |                 |

#### Eerste ronde herkansing
| Datum      | Tijd  | Land            | Score   | Land      |
| ---------- | ----- | --------------- | ------- | --------- |
| 8 augustus | 16:00 | Uruguay         | 17 - 10 | België    |
| 8 augustus | 16:00 | Republiek China | 45 - 38 | Frankrijk |
| 8 augustus | —     | Canada          | forfeit | Hongarije |
| 8 augustus | 17:00 | Egypte          | 33 - 23 | Turkije   |
| 8 augustus | —     | Duitsland       | forfeit | Spanje    |
| 8 augustus | —     | Polen           | bye     |           |

### Tweede ronde
| Datum      | Tijd  | Land             | Score   | Land              |
| ---------- | ----- | ---------------- | ------- | ----------------- |
| 9 augustus | 16:00 | Filipijnen       | 32 - 30 | Mexico            |
| 9 augustus | 16:00 | Japan            | 43 - 31 | Polen             |
| 9 augustus | 16:00 | Uruguay          | 36 - 23 | Egypte            |
| 9 augustus | 17:00 | Peru             | 29 - 21 | Republiek China   |
| 9 augustus | 17:00 | Verenigde Staten | 52 - 28 | Estland           |
| 9 augustus | 17:00 | Italië           | 58 - 16 | Duitsland         |
| 9 augustus | 18:00 | Zwitserland      | 25 - 12 | Tsjecho-Slowakije |
| 9 augustus | 18:00 | Chili            | 23 - 18 | Brazilië          |
| 9 augustus | 18:00 | Canada           | 34 - 23 | Letland           |

#### Tweede ronde herkansing
| Datum       | Tijd  | Land              | Score   | Land            |
| ----------- | ----- | ----------------- | ------- | --------------- |
| 10 augustus | 16:00 | Polen             | 28 - 23 | Letland         |
| 10 augustus | 16:00 | Brazilië          | 32 - 14 | Republiek China |
| 10 augustus | 17:00 | Mexico            | 32 - 10 | Egypte          |
| 10 augustus | 17:00 | Tsjecho-Slowakije | 20 - 9  | Duitsland       |
| 10 augustus | —     | Estland           | bye     |                 |

### Derde ronde
| Datum       | Tijd  | Land             | Score   | Land              |
| ----------- | ----- | ---------------- | ------- | ----------------- |
| 11 augustus | 16:00 | Filipijnen       | 39 - 22 | Estland           |
| 11 augustus | 16:00 | Italië           | 27 - 19 | Chili             |
| 11 augustus | 16:00 | Mexico           | 28 - 22 | Japan             |
| 11 augustus | 17:00 | Canada           | 27 - 9  | Zwitserland       |
| 11 augustus | 17:00 | Uruguay          | 28 - 19 | Tsjecho-Slowakije |
| 11 augustus | 17:00 | Polen            | 33 - 25 | Brazilië          |
| 11 augustus | —     | Verenigde Staten | bye     |                   |
| 11 augustus | —     | Peru             | bye     |                   |

### Kwartfinales
| Datum       | Tijd  | Land             | Score   | Land       |
| ----------- | ----- | ---------------- | ------- | ---------- |
| 12 augustus | 17:00 | Verenigde Staten | 56 - 23 | Filipijnen |
| 12 augustus | 17:00 | Mexico           | 34 - 17 | Italië     |
| 12 augustus | 18:00 | Canada           | 41 - 21 | Uruguay    |
| 12 augustus | —     | Polen            | forfeit | Peru       |

### Plaatsingsronde 5e t/m 8e plaats
| Datum       | Tijd  | Land       | Score   | Land   |
| ----------- | ----- | ---------- | ------- | ------ |
| 13 augustus | 17:00 | Filipijnen | 32 - 14 | Italië |
| 13 augustus | —     | Uruguay    | forfeit | Peru   |

#### 7e en 8e plaats
| Datum       | Tijd | Land   | Score   | Land |
| ----------- | ---- | ------ | ------- | ---- |
| 14 augustus | —    | Italië | forfeit | Peru |

#### 5e en 6e plaats
| Datum       | Tijd  | Land       | Score   | Land    |
| ----------- | ----- | ---------- | ------- | ------- |
| 14 augustus | 16:00 | Filipijnen | 33 - 23 | Uruguay |

### Halve Finales
| Datum       | Tijd  | Land             | Score   | Land   |
| ----------- | ----- | ---------------- | ------- | ------ |
| 13 augustus | 17:00 | Verenigde Staten | 25 - 10 | Mexico |
| 13 augustus | 18:00 | Canada           | 42 - 15 | Polen  |

### Bronzen Finale
| Datum       | Tijd  | Land   | Score   | Land  |
| ----------- | ----- | ------ | ------- | ----- |
| 14 augustus | 17:00 | Mexico | 26 - 12 | Polen |

### Finale
| Datum       | Tijd  | Land             | Score  | Land   |
| ----------- | ----- | ---------------- | ------ | ------ |
| 14 augustus | 18:25 | Verenigde Staten | 19 - 8 | Canada |

### Eindrankschikking
| Goud | Zilver | Brons | 4 |
| Verenigde Staten Sam Balter Ralph Bishop Joe Fortenberry Tex Gibbons Francis Johnson Carl Knowles Frank Lubin Art Mollner Donald Piper Jack Ragland Willard Schmidt Carl Shy Duane Swanson Bill Wheatley | Canada Gordon Aitchison Ian Allison Art Chapman Chuck Chapman Edward Dawson Irving Meretsky Doug Peden James Stewart Malcolm WisemanNorman Dawson Don Gray Stanley Nantais Bob Osborne Tom Pendlebury         | Mexico Carlos Borja Víctor Borja Rodolfo Choperena Luis de la Vega Raúl Fernández Andrés Gómez Silvio Hernández Francisco Martínez Jesús Olmos José Pamplona Greer Skousen                                         | Polen Zdzisław Filipkiewicz Florian Grzechowiak Zdzisław Kasprzak Jakub Kopf Ewaryst Łój Janusz Patrzykont Andrzej Pluciński Zenon Różycki Paweł Stok Edward Szostak                                           |
| 5 | 6 | 7 | 8 |
| Filipijnen Charles Borck Jacinto Ciria Cruz Franco Marquicias Primitivo Martínez Jesús Marzan Amador Obordo Bibiano Ouano Ambrosio Padilla Fortunato YambaoJohn Worrell                                  | Uruguay Gregorio Agós Umberto Bernasconi Galvar Rodolfo Braselli Prudencio de Pena Carlos Gabín Leandro Gómez Alejandro González Víctor Latou Jaume Tabaré QuintansHéctor González Alberto Martí Amílcar Mesa | Italië Gino Basso Ambrogio Bessi Enrico Castelli Galeazzo Dondi Livio Franceschini Emilio Giassetti Giancarlo Marinelli Adolfo Mazzini Mario Novelli Sergio Paganella Michele Pelliccia Remo Piana Egidio Premiani | Peru Rolando Bacigalupo Willy Dasso Manuel Arce Antuco Flecha José Carlos Godoy Miguel Godoy Luis Jacob Cañón Oré Armando RossiKoko Cárdenas Roberto Rospigliosi Fernando Ruiz Pedro Vera                      |
| 9-14 | 9-14 | 9-14 | 9-14 |
| Brazilië Armando Albano Baiano Coroa Carmino de Pilla Nelson Monteiro de Souza Miguel Pedro Martinez Lopes Américo Montanarini PavãoCacau José Oscar Zelaya Alonso                                       | Chili Luis Carrasco Augusto Carvacho José González Eusebio Hernández Luis Ibaseta Eduardo Kapstein Michel Mehech                                                                                              | Estland Erich Altosaar Artur Amon Aleksander Illi Vladimir Kärk Robert Keres Evald Mahl Aleksander Margiste Heino VeskilaBernhard Nooni Leonid Saar Georg Vinogradov                                               | Japan Richin Cho Takehiko Kanakogi Masayasu Maeda Satoshi Matsui Uichi Munakata Takao Nakae Seikyu Ri Kenshichi Yokoyama                                                                                       |
| 9-14 | 9-14 | 15-18 | 15-18 |
| Tsjecho-Slowakije Jiří Čtyroký Alois Dvořáček Ludvík Dvořáček František Hájek Vítězslav Hloušek Josef Klíma Karel Kuhn Josef Moc František Picek F. Prokop Ladislav Prokop Ladislav Trpkoš               | Zwitserland Fernand Bergmann Pierre Carlier René Laederach Raymond Lambercy John Pallet Jean Pare Marcel Wuilleunier R. Karlen                                                                                | Republiek China Feng Hsu Li Shao-Tang Liu Bao-Cheng Liu Yun-Chang Mou Tso-Yun Shen Yi-Tung Tsai Yen-Hung Wang Hung-Pin Wang Shi-Hsuan Wang Yu-Tseng Wong Nan-Chen Yu Sai-Chang                                     | Duitsland Bernhard Cuiper Robert Duis Karl Endres Emil Göing Otto Kuchenbecker Emil Lohbeck Hans Niclaus Kurt Oleska Siegfried Reischieß Heinz SteinschulteWilli Daume Otto Gottwald Adolf Künzel Jupp Schäfer |
| 15-18 | 15-18 | 19-21 | 19-21 |
| Egypte Abdel Moneim Wahib Hussein Albert Fahmy Tadros Edward Riskalla Gamal el din Sabri Goanni Nosseir Kamal Riad Mohamed Rashad Shafshak                                                               | Letland Eduards Andersons Voldemārs Elmūts Mārtiņš Grundmanis Rudolfs Jurziņš Maksis Kasaks Visvaldis Melderis Džems Raudziņš                                                                                 | België Robert Brouwer Gustave Crabbe René Demanck Raymond Gerard Émile Laermans Guillaume Merckx Pierre van Basselaere Gustave Vereecken                                                                           | Frankrijk Pierre Boel Pierre Caqué Georges Carrier Robert Cohu Jean Couturier Jacques Flouret Edmond Leclere Étienne Onimus Fernand Prud'homme Étienne Roland Lucien Theze                                     |
| 19-21 | | | |
| Turkije Şeref Alemdar Hayri Arsebük Nihat Riza Ertuğ Jak Habib Naili Moran Hazdai Penso Dionis Sakalak Sadri UsluoğluKamil Ocak                                                                          | | | |

St. Louis 1904 · Berlijn 1936 · Londen 1948 · Helsinki 1952 · Melbourne 1956 · Rome 1960 · Tokio 1964 · Mexico-Stad 1968 · München 1972 · Montréal 1976 · Moskou 1980 · Los Angeles 1984 · Seoel 1988 · Barcelona 1992 · Atlanta 1996 · Sydney 2000 · Athene 2004 · Peking 2008 · Londen 2012 · Rio de Janeiro 2016 · Tokio 2020 · Parijs 2024 · Los Angeles 2028
Medaillewinnaars 
Atletiek · Basketbal · Boksen · Gewichtheffen · Handbal · Hockey · Honkbal (demonstratie) · Kanovaren · Kunstwedstrijden · Moderne vijfkamp · Paardensport · Polo · Roeien · Schermen · Schietsport · Schoonspringen · Turnen · Voetbal · Waterpolo · Wielersport · Worstelen · Zeilen · Zweefvliegen (demonstratie) · Zwemmen